# Paper Lives
Paper Lives (Kagittan Hayatlar)  è un film del 2021 diretto da Can Ulkay.

## Trama
Mehmet gestisce un deposito in un quartiere povero di Intanbul dove aiuta i bisognosi. Quando incontrerà un bambino di nome Ali lo prenderà sotto la sua ala scoprendo quanto gli cambierà la vita.

## Distribuzione
Il film è stato distribuito sulla piattaforma Netflix a partire dal 12 marzo 2021.